# Re: (ゲーム)
『Re:』（アールイーコロン）は、2006年2月3日にS.M.Lより発売された日本の18禁恋愛アドベンチャーゲームである。

## 概要
『CARNIVAL』に続くS.M.Lの第2作。開発はフライングシャインによって行われた。
初回版には特典としてサントラ+高画質版OPアニメーション入りエクストラCDが同梱された。
当初は2006年1月27日の発売を予定していたが、2月3日に延期された。

## ストーリー
森川勇午は親から突然アメリカに引っ越すことを告げられ、深いショックを受けていた。悪友の十条直紀と草場鉄男はそんな勇午のために、お別れパーティーとして石井美優や小森夏生ら女友達を誘ったスキー旅行を企画してくれるのであった。
旅行当日、勇午は上級コースに挑戦中に派手に転倒して、その拍子に夏生とキスをしてしまう。さらにその夜、ナイトスキーの最中に美優に告白され、その場でキスされてしまうのであった。2人の美少女とのキスを経験し、幸福の絶頂の勇午であったが、ゲレンデから崖下に誤って落下してしまい、遭難してしまう。
未練を残しながらも死を覚悟したその時、謎の声が聞こえてきた。そして気付いた時には、数日前にお参りをした神社の裏の祠の前にいた。あたかも時が巻き戻ったかのように…。

## 登場人物
森川 勇午（もりかわ ゆうご）
本編の主人公。父親は商社マンで、母親はかつて暴走族の総長をしていた。
石井 美優（いしい みゆ）
声：望月まゆ
誕生日：6月6日
血液型：A型
身長：176cm
勇午の隣の家に住む幼なじみ。2年生ながらバスケットボール部でレギュラーを務めている。その男っぽい明朗快活な性格から男女を問わず人気が高い。家は石井酒店という酒屋を経営している。未成年でありながら飲酒をしているようで「酒には弱い」と語っている。
小森 夏生（こもり なつき）
声：井村屋ほのか
誕生日：8月2日
血液型：AB型
身長：153cm
勇午の隣の席のクラスメイト。小柄でクールな美少女で学園内の男子の間で人気も高く、言い寄る男も多いものの「めんどくさい」という理由で全てフッてきている。勇午も密かに彼女に想いを寄せている。
赤羽 沙樹（あかばね さき）
声：みすみ
誕生日：9月12日
血液型：AB型
身長：163cm
美優のクラスメイトで、夏生とは同じ中学出身の親友。演劇部に所属している。クールで孤立しているかと思えば、友達の輪の中心にいたりする不思議でつかみどころのない性格。
野々宮 エミリ（ののみや えみり）
声：芹園みや
誕生日：7月9日
血液型：O型
身長：154cm
バスケットボール部に所属する美優の後輩。父親はイギリス人で母親が日本人のハーフで、小柄で幼い外見をしている。美優のことを慕っており、何かと美優の側にいる勇午のことを忌々しく思っている。
風間 神楽（かざま かぐら）
声：AYA
誕生日：5月27日
血液型：B型
身長：165cm
勇午のクラスの担任で国語教師。演劇部の顧問もしている。映画ファンでハリウッドスターのグラット・ピットに憧れているミーハーな一面もある。
十条 直紀（じゅうじょう なおき）
声：後野祭
誕生日：4月19日
血液型：B型
身長：172cm
勇午のクラスメイトで悪友。通称はジョー。女好きでナンパが趣味であるものの、うまくいった例は無い。
草場 鉄男（くさば てつお）
声：京都鉄
誕生日：1月1日
血液型：AB型
身長：168cm
勇午のクラスメイトで悪友。通称はテツ。野々宮エミリに好意を持っている。
南野 ひかる（みなみの ひかる）
声：佐々留美子
誕生日：???
血液型：?
身長：166cm
勇午の家の近くのボロアパートに引っ越してきた、浮世離れした雰囲気の謎の女性。蜜柑をこよなく愛している。

## スタッフ
- 原画：川原誠
- シナリオ：Team N.G.X、桑島由一
- 音楽：milktub

## 音楽
オープニングテーマ
- Everyday
  - 歌手：REIKA
  - 作詞：桑島由一
  - 作曲：milktub
  - 編曲：ms-jacky

エンディングテーマ
- Re:愛してる
  - 歌手：中原涼
  - 作詞：桑島由一
  - 作曲：milktub
  - 編曲：ms-jacky